# يانفو
يانفو (بالصينية: 云浮市) هي مدينة من مدن الصين. يبلغ عدد سكانها 587781 نسمة حسب إحصائيات سنة 2010. يبلغ ارتفاع المدينة عن سطح البحر قرابة 133 متر. تبلغ مساحتها 7813.4 كم².

## المناخ
يظهر الجدول التالي التغييرات المناخية على مدار السنة ليانفو:
| البيانات المناخية لـيانفو                        | البيانات المناخية لـيانفو | البيانات المناخية لـيانفو | البيانات المناخية لـيانفو | البيانات المناخية لـيانفو | البيانات المناخية لـيانفو | البيانات المناخية لـيانفو | البيانات المناخية لـيانفو | البيانات المناخية لـيانفو | البيانات المناخية لـيانفو | البيانات المناخية لـيانفو | البيانات المناخية لـيانفو | البيانات المناخية لـيانفو | البيانات المناخية لـيانفو |
| الشهر                                            | يناير                     | فبراير                    | مارس                      | أبريل                     | مايو                      | يونيو                     | يوليو                     | أغسطس                     | سبتمبر                    | أكتوبر                    | نوفمبر                    | ديسمبر                    | المعدل السنوي             |
| ------------------------------------------------ | ------------------------- | ------------------------- | ------------------------- | ------------------------- | ------------------------- | ------------------------- | ------------------------- | ------------------------- | ------------------------- | ------------------------- | ------------------------- | ------------------------- | ------------------------- |
| الدرجة القصوى °م (°ف)                            | 28.7 (83.7)               | 32.6 (90.7)               | 34.0 (93.2)               | 35.0 (95.0)               | 36.1 (97.0)               | 37.5 (99.5)               | 38.3 (100.9)              | 39.1 (102.4)              | 38.1 (100.6)              | 35.3 (95.5)               | 33.3 (91.9)               | 29.6 (85.3)               | 39.1 (102.4)              |
| متوسط درجة الحرارة الكبرى °م (°ف)                | 18.2 (64.8)               | 18.9 (66.0)               | 21.8 (71.2)               | 26.2 (79.2)               | 30.1 (86.2)               | 32.2 (90.0)               | 33.5 (92.3)               | 33.2 (91.8)               | 31.5 (88.7)               | 28.9 (84.0)               | 24.6 (76.3)               | 20.4 (68.7)               | 26.6 (79.9)               |
| المتوسط اليومي °م (°ف)                           | 13.2 (55.8)               | 14.7 (58.5)               | 17.7 (63.9)               | 22.1 (71.8)               | 25.4 (77.7)               | 27.4 (81.3)               | 28.3 (82.9)               | 28.0 (82.4)               | 26.4 (79.5)               | 23.4 (74.1)               | 18.8 (65.8)               | 14.5 (58.1)               | 21.7 (71.0)               |
| متوسط درجة الحرارة الصغرى °م (°ف)                | 9.8 (49.6)                | 11.7 (53.1)               | 14.8 (58.6)               | 19.2 (66.6)               | 22.2 (72.0)               | 24.2 (75.6)               | 24.7 (76.5)               | 24.6 (76.3)               | 23.0 (73.4)               | 19.6 (67.3)               | 14.7 (58.5)               | 10.5 (50.9)               | 18.3 (64.9)               |
| أدنى درجة حرارة °م (°ف)                          | 1.0 (33.8)                | 2.1 (35.8)                | 2.9 (37.2)                | 8.6 (47.5)                | 13.3 (55.9)               | 17.8 (64.0)               | 20.9 (69.6)               | 21.9 (71.4)               | 15.1 (59.2)               | 9.3 (48.7)                | 3.8 (38.8)                | −1.3 (29.7)               | −1.3 (29.7)               |
| الهطول مم (إنش)                                  | 49.1 (1.93)               | 64.3 (2.53)               | 82.4 (3.24)               | 165.5 (6.52)              | 224.1 (8.82)              | 227.9 (8.97)              | 208.5 (8.21)              | 236.9 (9.33)              | 180.9 (7.12)              | 72.3 (2.85)               | 38.6 (1.52)               | 29.7 (1.17)               | 1٬580٫2 (62.21)           |
| متوسط الرطوبة النسبية (%)                        | 78                        | 82                        | 84                        | 85                        | 83                        | 83                        | 81                        | 82                        | 80                        | 76                        | 73                        | 73                        | 80                        |
| المصدر: China Meteorological Data Service Center |                           |                           |                           |                           |                           |                           |                           |                           |                           |                           |                           |                           |                           |